# Hrabarivka, Pișceanka
Hrabarivka (în ucraineană Грабарівка) este localitatea de reședință a comunei Hrabarivka din raionul Pișceanka, regiunea Vinnița, Ucraina.

## Demografie
Componența lingvistică a localității Hrabarivka
     Ucraineană (94,75%)
     Română (2,86%)
     Rusă (2,15%)
Conform recensământului din 2001, majoritatea populației localității Hrabarivka era vorbitoare de ucraineană (94,75%), existând în minoritate și vorbitori de română (2,86%) și rusă (2,15%).